# Lagoa do Charco da Madeira
A Lagoa do Charco da Madeira é uma lagoa portuguesa, localizada na ilha açoriana de São Miguel, arquipélago dos Açores, no município de Ponta Delgada. Encontra-se numa zona relativamente plana próxima do Pico da Pintona.
Esta lagoa encontra-se alojada numa cratera vulcânica. A sua cota de altitude em relação ao nível do mar encontra-se nos 200 metros de altitude.